# Atletiek op de Olympische Zomerspelen 2016 – 200 meter vrouwen
De 200 meter vrouwen op de Olympische Zomerspelen 2016 in Rio de Janeiro vond plaats op 15 augustus (series), 16 augustus (halve finales), en 17 augustus 2016 (finale). Regerend olympisch kampioene was Allyson Felix uit de Verenigde Staten. Felix kon haar titel niet verdedigen omdat zij zich bij de trials in de VS niet wist te plaatsen. Elaine Thompson uit Jamaica won het goud voor Dafne Schippers uit Nederland en  Tori Bowie uit de Verenigde Staten.

## Records
Voorafgaand aan het toernooi waren dit het wereldrecord en het olympisch record.
| Wereldrecord     | Florence Griffith-Joyner | 21,34 | Seoel | 29 september 1988 |
| Olympisch record | Florence Griffith-Joyner | 21,34 | Seoel | 29 september 1988 |

## Uitslagen
De volgende afkortingen worden gebruikt:
- Q - Gekwalificeerd door eindplaats
- q - Gekwalificeerd door eindtijd
- SB - Beste tijd gelopen in seizoen voor atleet
- PB - Persoonlijk record atleet
- NR - Nationaal record van atleet

### Series
Kwalificatieregels: Snelste twee van elke heat (Q) en de zes tijdsnelsten (q).

#### Heat 1
| Rang | Baan | Atlete              | Land | Reactie        | Resultaat | Opmerkingen |
| ---- | ---- | ------------------- | ---- | -------------- | --------- | ----------- |
| 1    | 4    | Dafne Schippers     | NED  | 0,145          | 22,51     | Q           |
| 2    | 7    | Nataliya Pohrebnyak | UKR  | 0,134          | 22,64     | Q           |
| 3    | 6    | Crystal Emmanuel    | CAN  | 0,144          | 22,80     | q, PB       |
| 4    | 5    | Anna Kiełbasińska   | POL  | 0,155          | 22,95     | SB          |
| 5    | 2    | Reyare Thomas       | TRI  | 0,202          | 22,97     |             |
| 6    | 1    | Maja Mihalinec      | SLO  | 0,132          | 23,38     |             |
| 7    | 3    | Olivia Borlée       | BEL  | 0,170          | 23,53     |             |
| 8    | 8    | Afa Ismail          | MDV  | 0,193          | 24,96     | NR          |
|      |      |                     |      | Wind: +0,5 m/s |           |             |

#### Heat 2
| Rang | Baan | Atlete                 | Land | Reactie        | Resultaat | Opmerkingen |
| ---- | ---- | ---------------------- | ---- | -------------- | --------- | ----------- |
| 1    | 1    | Jenna Prandini         | USA  | 0,163          | 22,62     | Q           |
| 2    | 7    | Lisa Mayer             | GER  | 0,172          | 22,86     | Q, PB       |
| 3    | 6    | Tynia Gaither          | BAH  | 0,160          | 22,90     | q           |
| 4    | 5    | Ángela Tenorio         | ECU  | 0,160          | 22,94     | q, SB       |
| 5    | 3    | Celiangeli Morales     | PUR  | 0,164          | 23,00     | PB          |
| 6    | 2    | Gloria Hooper          | ITA  | 0,167          | 23,05     |             |
| 7    | 8    | Mariely Sánchez        | DOM  | 0,159          | 23,39     |             |
| 8    | 4    | Cynthia Bolingo Mbongo | BEL  | 0,188          | 23,98     |             |
|      |      |                        |      | Wind: +0,8 m/s |           |             |

#### Heat 3
| Rang | Baan | Atlete            | Land | Reactie        | Resultaat | Opmerkingen |
| ---- | ---- | ----------------- | ---- | -------------- | --------- | ----------- |
| 1    | 3    | Michelle-Lee Ahye | TRI  | 0,170          | 22,50     | Q           |
| 2    | 5    | Simone Facey      | JAM  | 0,164          | 22,78     | Q           |
| 3    | 8    | Kauiza Venancio   | BRA  | 0,187          | 23,06     |             |
| 4    | 4    | Alyssa Conley     | RSA  | 0,114          | 23,17     |             |
| 5    | 1    | Isidora Jiménez   | CHI  | 0,132          | 23,29     |             |
| 6    | 2    | Estela García     | ESP  | 0,137          | 23,43     |             |
| 7    | 7    | Nataliya Strohova | UKR  | 0,164          | 23,69     |             |
| 8    | 6    | Yelena Ryabova    | TKM  | 0,170          | 25,45     |             |
|      |      |                   |      | Wind: +0,6 m/s |           |             |

#### Heat 4
| Rang | Baan | Atlete             | Land | Reactie        | Resultaat | Opmerkingen |
| ---- | ---- | ------------------ | ---- | -------------- | --------- | ----------- |
| 1    | 7    | Marie-Josée Ta Lou | CIV  | 0,141          | 22,31     | Q, PB       |
| 2    | 4    | Elaine Thompson    | JAM  | 0,177          | 22,63     | Q           |
| 3    | 3    | Gina Lückenkemper  | GER  | 0,207          | 22,80     | q           |
| 4    | 2    | Maria Belimpasaki  | GRE  | 0,183          | 23,19     |             |
| 5    | 6    | Justine Palframan  | RSA  | 0,151          | 23,33     |             |
| 6    | 1    | Janet Amponsah     | GHA  | 0,157          | 23,67     |             |
| 7    | 8    | Diana Khubeseryan  | ARM  | 0,146          | 25,16     |             |
| 8    | 5    | Margret Hassan     | SSD  | 0,263          | 26,99     | PB          |
|      |      |                    |      | Wind: +0,6 m/s |           |             |

#### Heat 5
| Rang | Baan | Atlete              | Land | Reactie        | Resultaat | Opmerkingen |
| ---- | ---- | ------------------- | ---- | -------------- | --------- | ----------- |
| 1    | 4    | Blessing Okagbare   | NGR  | 0,158          | 22,71     | Q           |
| 2    | 7    | Dina Asher-Smith    | GBR  | 0,164          | 22,77     | Q           |
| 3    | 1    | Anthonique Strachan | BAH  | 0,161          | 22,96     | SB          |
| 4    | 8    | Tessa van Schagen   | NED  | 0,189          | 23,41     |             |
| 5    | 2    | Gina Bass           | GAM  | 0,179          | 23,43     |             |
| 6    | 6    | Srabani Nanda       | IND  | 0,150          | 23,58     |             |
| 7    | 5    | Aurelie Alcindor    | MRI  | 0,201          | 24,55     |             |
| 8    | 3    | Gayane Chiloyan     | ARM  | 0,179          | 25,03     |             |
|      |      |                     |      | Wind: -0,1 m/s |           |             |

#### Heat 6
| Rang | Baan | Atlete              | Land | Reactie       | Resultaat | Opmerkingen |
| ---- | ---- | ------------------- | ---- | ------------- | --------- | ----------- |
| 1    | 7    | Deajah Stevens      | USA  | 0,160         | 22,45     | Q           |
| 2    | 4    | Nercely Soto        | VEN  | 0,196         | 22,89     | Q, SB       |
| 3    | 2    | Jamile Samuel       | NED  | 0,159         | 23,04     |             |
| 4    | 5    | Ramona Papaioannou  | CYP  | 0,140         | 23,10     | PB          |
| 5    | 1    | Yelyzaveta Bryzhina | UKR  | 0,178         | 23,28     |             |
| 6    | 8    | Nigina Sharipova    | UZB  | 0,140         | 23,33     |             |
| 7    | 6    | Viktoriya Zyabkina  | KAZ  | 0,167         | 23,34     |             |
| 8    | 3    | Najima Parveen      | PAK  | 0,183         | 26,11     |             |
|      |      |                     |      | Wind: 0,0 m/s |           |             |

#### Heat 7
| Rang | Baan | Atlete                 | Land | Reactie        | Resultaat | Opmerkingen |
| ---- | ---- | ---------------------- | ---- | -------------- | --------- | ----------- |
| 1    | 6    | Ivet Lalova-Collio     | BUL  | 0,136          | 22,61     | Q           |
| 2    | 3    | Ella Nelson            | AUS  | 0,155          | 22,66     | Q           |
| 3    | 4    | Jodie Williams         | GBR  | 0,135          | 22,69     | q, SB       |
| 4    | 1    | Lorène Bazolo          | POR  | 0,166          | 23,01     | PB          |
| 5    | 8    | Chisato Fukushima      | JPN  | 0,125          | 23,21     |             |
| 6    | 5    | LaVerne Jones-Ferrette | ISV  | 0,127          | 23,35     |             |
| 7    | 2    | Vitória Cristina Rosa  | BRA  | 0,191          | 23,35     | SB          |
| 8    | 7    | Sheniqua Ferguson      | BAH  | 0,153          | 23,62     |             |
|      |      |                        |      | Wind: +0,5 m/s |           |             |

#### Heat 8
| Rang | Baan | Atlete               | Land | Reactie        | Resultaat | Opmerkingen |
| ---- | ---- | -------------------- | ---- | -------------- | --------- | ----------- |
| 1    | 8    | Tori Bowie           | USA  | 0,145          | 22,47     | Q           |
| 2    | 6    | Murielle Ahouré      | CIV  | 0,156          | 22,52     | Q, SB       |
| 3    | 3    | Mujinga Kambundji    | SUI  | 0,139          | 22,78     | q, SB       |
| 4    | 1    | Nadine Gonska        | GER  | 0,129          | 23,03     |             |
| 5    | 5    | Eleni Artymata       | CYP  | 0,166          | 23,27     |             |
| 6    | 2    | Arialis Gandulla     | CUB  | 0,149          | 23,41     |             |
| 7    | 7    | Brenessa Thompson    | GUY  | 0,155          | 23,65     |             |
| 8    | 4    | Maizurah Abdul Rahim | BRU  | 0,173          | 28,02     | PB          |
|      |      |                      |      | Wind: +0,1 m/s |           |             |

#### Heat 9
| Rang | Baan | Atlete                  | Land | Reactie        | Resultaat | Opmerkingen |
| ---- | ---- | ----------------------- | ---- | -------------- | --------- | ----------- |
| 1    | 3    | Edidiong Odiong         | BRN  | 0,156          | 22,74     | Q, PB       |
| 2    | 1    | Semoy Hackett           | TRI  | 0,162          | 22,78     | Q           |
| 3    | 6    | Veronica Campbell-Brown | JAM  | 0,170          | 22,97     |             |
| 4    | 8    | Olga Safronova          | KAZ  | 0,144          | 23,29     |             |
| 5    | 7    | Ashley Kelly            | IVB  | 0,191          | 23,61     |             |
| 6    | 4    | Tameka Williams         | SKN  | 0,160          | 23,61     |             |
| 7    | 2    | Sabina Veit             | SLO  | 0,161          | 23,75     |             |
| 8    | 5    | Kristina Pronzhenko     | TJK  | 0,213          | 25,53     |             |
|      |      |                         |      | Wind: +0,6 m/s |           |             |

### Halve finale
Kwalificatieregels: Snelste twee van elke heat (Q) en de twee tijdsnelsten (q).

#### Heat 1
| Rang | Baan | Atlete            | Land | Reactie        | Resultaat | Opmerkingen |
| ---- | ---- | ----------------- | ---- | -------------- | --------- | ----------- |
| 1    | 3    | Dafne Schippers   | NED  | 0,139          | 21,96     | Q           |
| 2    | 4    | Elaine Thompson   | JAM  | 0,164          | 22,13     | Q, SB       |
| 3    | 5    | Deajah Stevens    | USA  | 0,170          | 22,38     | q           |
| 4    | 7    | Dina Asher-Smith  | GBR  | 0,143          | 22,49     | q           |
| 5    | 6    | Blessing Okagbare | NGR  | 0,179          | 22,69     |             |
| 6    | 2    | Mujinga Kambundji | SUI  | 0,121          | 22,83     |             |
| 7    | 8    | Lisa Mayer        | GER  | 0,162          | 22,90     |             |
| 8    | 1    | Tynia Gaither     | BAH  | 0,149          | 23,45     |             |
|      |      |                   |      | Wind: +0,1 m/s |           |             |

#### Heat 2
| Rang | Baan | Atlete              | Land | Reactie        | Resultaat | Opmerkingen |
| ---- | ---- | ------------------- | ---- | -------------- | --------- | ----------- |
| 1    | 3    | Marie-Josée Ta Lou  | CIV  | 0,156          | 22,28     | Q, PB       |
| 2    | 4    | Ivet Lalova-Collio  | BUL  | 0,127          | 22,42     | Q, SB       |
| 3    | 7    | Ella Nelson         | AUS  | 0,165          | 22,50     | PB          |
| 4    | 6    | Jenna Prandini      | USA  | 0,196          | 22,55     |             |
| 5    | 5    | Nataliya Pohrebnyak | UKR  | 0,163          | 22,81     |             |
| 6    | 8    | Semoy Hackett       | TRI  | 0,240          | 22,94     |             |
| 7    | 2    | Ángela Tenorio      | ECU  | 0,160          | 22,99     |             |
| 8    | 1    | Jodie Williams      | GBR  | 0,173          | 22,99     |             |
|      |      |                     |      | Wind: +0,1 m/s |           |             |

#### Heat 3
| Rang | Baan | Atlete            | Land | Reactie        | Resultaat | Opmerkingen |
| ---- | ---- | ----------------- | ---- | -------------- | --------- | ----------- |
| 1    | 4    | Tori Bowie        | USA  | 0,145          | 22,13     | Q           |
| 2    | 6    | Michelle-Lee Ahye | TRI  | 0,153          | 22,25     | Q           |
| 3    | 8    | Simone Facey      | JAM  | 0,158          | 22,57     | SB          |
| 4    | 5    | Murielle Ahouré   | CIV  | 0,144          | 22,59     |             |
| 5    | 2    | Gina Lückenkemper | GER  | 0,196          | 22,73     |             |
| 6    | 3    | Edidiong Odiong   | BRN  | 0,156          | 22,84     |             |
| 7    | 7    | Nercely Soto      | VEN  | 0,174          | 22,88     | SB          |
| 8    | 1    | Crystal Emmanuel  | CAN  | 0,149          | 23,05     |             |
|      |      |                   |      | Wind: +0,8 m/s |           |             |

### Finale
| Rang   | Baan | Atlete             | Land | Reactie        | Resultaat | Opmerkingen |
| ------ | ---- | ------------------ | ---- | -------------- | --------- | ----------- |
| Goud   | 6    | Elaine Thompson    | JAM  | 0,152          | 21,78     | SB          |
| Zilver | 4    | Dafne Schippers    | NED  | 0,141          | 21,88     | SB          |
| Brons  | 5    | Tori Bowie         | USA  | 0,143          | 22,15     |             |
| 4      | 3    | Marie-Josée Ta Lou | CIV  | 0,153          | 22,21     | NR          |
| 5      | 2    | Dina Asher-Smith   | GBR  | 0,135          | 22,31     | SB          |
| 6      | 6    | Michelle-Lee Ahye  | TRI  | 0,158          | 22,34     |             |
| 7      | 1    | Deajah Stevens     | USA  | 0,171          | 22,65     |             |
| 8      | 7    | Ivet Lalova-Collio | BUL  | 0,104          | 22,69     |             |
|        |      |                    |      | Wind: -0,1 m/s |           |             |